# Marc Mundell
Marc Flynn Mundell (ur. 7 lipca 1983 w Pretorii) – południowoafrykański lekkoatleta, chodziarz.
Urodził się 7 lipca 1983 roku w Pretorii w Republice Południowej Afryki. Ukończył studia na Uniwersytecie w Pretorii. Od roku 2011 jego osobistym trenerem jest Jamie Costin. Mieszka w Rocky Mountain House w Kanadzie. Chodziarz reprezentował RPA na igrzyskach olimpijskich w konkurencji chodu na 50 km: w 2012 roku w Londynie (32 miejsce, z wynikiem 3:55:32), w 2016 w Rio de Janeiro (38 miejsce, 4:11:03) oraz w 2021 roku w Tokio (40 miejsce, 4:14:37).